# De Rammelaars
De Rammelaars (ook Rammelaars-Gerhoeven) is een moerassig natuurgebied in de Belgische gemeenten Ham en Balen. Het bevindt zich ten noordwesten van Kwaadmechelen, aan de westzijde van het Kanaal Dessel-Kwaadmechelen. Het wordt beheerd door Natuurpunt.
In het vochtige beekdal vonden vroeger kleinschalige menselijke activiteiten plaats. Er waren hooilanden die met voedselrijk water uit de beek werden bevloeid. Ook werd er hakhout gewonnen. Er werd turf gestoken en ook werd er op enige schaal ijzeroer gewonnen. Dit was vooral in de 19e eeuw een winstgevende bezigheid, maar vanaf omstreeks 1900 was het, gezien de concurrentie van grootschalige ijzerertsmijnen, niet meer rendabel.
Begrazing met grote grazers, aangepast maaibeheer en kleinschalige landbouwmethodes zorgen ervoor dat de zeldzame flora in stand blijft.
Bij het natuurgebied bevindt zich een bezoekerscentrum, het Natuurhuis De Rammelaars genaamd. Van hieruit vertrekken wandelingen door het gebied.